# 上原潤
上原 潤（うえはら じゅん、1996年11月23日 - ）は、日本の歌手、ラッパーで、日韓合同ダンスボーカルグループ・ORβITの元メンバー。ORβITとしての活動名は、JUNE（ジュン）。東京都出身。

## 略歴
東京都出身。小学生の頃、Eminemを聴いてラップに興味を持つ。高校生の頃、兄の上原一翔が通っていた芸能スクール内でグループを結成する際に紹介され、芸能界入り。
2019年5月、韓国のオーディション番組『PRODUCE X 101』に出演。同年9月から日本で放送されたオーディション番組『PRODUCE 101 JAPAN』に出演し、ファイナルに進出。
2020年2月5日、ORβITの4人目のメンバーとして公開され、2月9日にグループの結成を発表。同年11月11日、ORβITとしてデビューアルバム『00』をリリースし、正式にデビュー。
2022年6月、ORβIT、HICO、BUGVELによる音楽ユニットDream Gateに参加。同年6月23日、初のソロデジタルシングル「BAD BOY2」をリリース。
2023年9月、個人のYouTubeチャンネル「KeepItJune（上原潤）」を開設。ゲーム実況のほか、自身が撮影・編集をしたVLOGも投稿。
2025年6月20日、当日をもってORβITの卒業と、所属事務所の退社を発表。

## 人物
- 父親は日本人、母親は韓国人。兄は俳優の上原一翔[3]。日本語、英語、韓国語を話すマルチリンガルである。
- 趣味は、YouTube観賞[10]。
- チャームポイントは、眉毛[10][11]。
- 好きな言葉は、「気合い」[11]、「諦めない」[12]。
- 好きなK-POPアーティストは、BIGBANG[10]。ロールモデルは、ZICO[13]。
- 優しくて人懐っこい愛されキャラである[14][15]。
- やや高めの声と、高速ラップも容易に聞き取れるほどの滑舌の良さが特徴[16]。ORβITでは、1stミニアルバム『Enchant』タイトル曲『Dionaea』など多くの楽曲で作詞を行い、特にラップについては元々の詞がある場合でも自ら書き直している[13]。
- 同じ事務所に所属するBUGVELの日高真宙（MAHIRO）・王君豪（GUNO）とは、事務所所属以前に『PRODUCE X 101』で共演している。
- 韓国の作曲家とも親交があり、他事務所のアーティスト楽曲の日本語詞を担当することがある。

## 作品

### デジタルシングル
- 「BAD BOY2」（2022年6月23日）
- 「My bleeding love」（2022年7月23日）
- 「Say yeah feat. SHUNYA」（2022年9月23日）
- 「As Always」（2022年10月23日）

### 参加楽曲

#### PRODUCE X 101
- 「X1-MA」 - 『X1-MA』収録

#### PRODUCE 101 JAPAN
- 「ツカメ 〜It's Coming〜」 - 『ツカメ 〜It's Coming〜』収録
- 「クンチキタ」 - 『PRODUCE 101 JAPAN - 35 Boys 5 Concepts』収録（「クンチキタンポポ」名義）
- 「GrandMaster」 - 『PRODUCE 101 JAPAN - FINAL』収録
- 「さよなら青春」 - 『PRODUCE 101 JAPAN - FINAL』収録

#### その他
- よんふん「homeboy feat. JUNE」（2022年8月23日）

### 提供楽曲
※所属グループであるORβITおよびDream Gateの楽曲は一覧に含まない。
- HICO「BLAZE」（2022年5月5日） - 作詞[17]
- BUGVEL 「Clover -English ver.-」（2024年3月10日） - 英語詞[18]
- YD「花びら」（2025年2月19日） - 日本語詞

## 出演

### テレビ番組
- PRODUCE X 101（2019年5月3日 - 5月31日、Mnet）[3]
- PRODUCE 101 JAPAN（2019年9月26日 - 12月11日、TBS系列・GYAO!）[1]